# الزمخشري
 أبو القاسم محمود بن عمر الزمخشري (467- 538 هـ / 1074- 1143 م) من علماء العربية، وأئمَّة العلم بالدين والتفسير واللغة والآداب.

## سيرته
ولد  أبو القاسم محمود بن عمر بن محمد بن عمر الخوارزمي الزمخشري في زَمَخْشَر، يوم الأربعاء السابع والعشرين من شهر رجب سنة 467 هـ / 1074 م في تركمانستان ،وسافر إلى مكة فجاور بها زمنا فلقب بجار الله، وتوفي ليلة عرفة سنة 538 هـ / 1143 م في جرجانية خوارزم، بعد رجوعه من مكة. يقول السمعاني في ترجمته: «برع في الآداب، وصنف التصانيف، وَرَدَ العراق وخراسان، ما دخل بلدا إلا واجتمعوا عليه، وتتلمذوا له، وكان علامة نسابة».

## اعتزاله
كان الزمخشري معتزلياً في الأصول (العقيدة)، حنفياً في الفروع (الفقه)، وكان يجاهر بمذهبه (الاعتزال)، ويدونه في كتبه، ويصرح به في مجالسه. وكان إذا قصد صاحباً له استأذن عليه في الدخول ويقول لمن يأخذ له الإذن: قل له: أبو القاسم المعتزلي بالباب. وقد بذل الزمخشري مجهوداً كبيراً في تفسيره في سبيل تفسير الآيات القرآنية على مقتضى مذهب الاعتزال وأصوله الخمسة، وهي: التوحيد، والعدل، والوعد والوعيد، والمنزلة بين المنزلتين، والأمر بالمعروف والنهي عن المنكر.

## ثناء العلماء عليه
و قد اشتهر الزمخشري في عصره، ومدحه الشعراء والأدباء، وطلب العلماء أن يعطيهم الإجازة في رواية كتبه. ومن لطيف ذلك أن الحافظ أبا الطاهر السِلَفي كتب إليه من الإسكندرية يستجيزه، وكان الزمخشري مجاوراً بمكة، فكتب إليه جواباً طويلاً يقول في مطلعه: ((ما مثلي مع أعلام العلماء إلا كمثل السُّها (نجم صغير) مع مصابيح السماء.. والجهام الصُفر والرّهام (المطر الخفيف) مع الغوادي (المطر الغزير) الغامرة للقيعان والآكام، والسُّكيت المخلَّف مع خيل السباق، والبُغاث (طائر صغير) مع الطير العَناق.. وما التلقيب بالعلامة، إلا شبه الرقم بالعلامة.. والعلم مدينة أحد بابيها الدراية، والثاني الرواية، وأنا في كلا البابين ذو بضاعة مزجاة، ظلي فيها أقلص من ظلّ حصاة، أما الرواية فحديثة الميلاد، قريبة الإسناد، لم تستند إلى علماء نحرير ولا إلى أعلام مشاهير، وأما الدراية فثمد لا يبلغ أفواهاً، وبرض (الماء القليل) ما يبلّ شفاهاً.. ولا يغرنّكم قول فلان وفلان في.. (و عدد قوماً من الشعراء والأدباء)؛ فإن ذلك اغترار منهم بالظاهر المموِّه، وجهل بالباطن المشوَّه..)). ويظهر في هذا المقطع جزالة ألفاظ الزمخشري ورقي لغته، كما يظهر مدى تواضعه وبعده عن الاعتداد بالنفس.
ذكر التاج الكندي أنه رأى الزمخشري على باب الإمام أبي منصور بن الجواليقي. وقال الكمال الأنباري لما قدم الزمخشري للحج، أتاه شيخنا أبو السعادات بن الشجري مهنئا بقدومه، قائلاً:

## مؤلفاته

كتاب رؤوس المسائل (المسائل الخلافية بين الحنفية والشافعية) للزمخشري، دراسة وتحقيق: عبد الله نذير أحمد.

الزمخشري إمام كبير في الحديث، والتفسير، والنحو، والبلاغة. وصاحب تآليف عظيمة في كل ذلك.
ومن مؤلفاته:
- في اللغة والبلاغة: رغم أن الزمخشري كان فارسياً إلا أنه كان يفضل اللغة العربية، وألف فيها تآليف غنية، جاء في دائرة المعارف البريطانية[4] في مادة الزمخشري: رغم أن بعض أعماله بالفارسية، إلا أنّه كان من المؤمنين بتفوق اللغة العربية ومن المعارضين للشعوبية. ومن مؤلفاته في اللغة: أساس البلاغة، والمستقصى في الأمثال، والفائق في غريب الحديث، ومقدمة الأدب وهو قاموس من العربية للفارسية، والقسطاس في علم العَروض ونوابغ الكَلِم.
- في النحو: المفصل في صنعة الإعراب، والأنموذج، والمفرد المؤلف.
- في الحديث: مشتبه أسامي الرواة.
- في التفسير: تفسير الكشاف المشهور.
- في الفقه: الرائض في علم الفرائض
- في الزهد: أطواق الذهب في المواعظ، وكتاب النصائح.
- في الجغرافيا: كتاب الامكنه والجبال والمياه.
- في الأدب: له مقامات يطلق عليها مقامات الزمخشري: تتكون من مقدمة، وخطبة، وخمسين مقالة. في المقدمة قدم نصائح لمن يتناول الكتاب بالتأني في قراءته والوقوف علي كل لفظ وتفهم المعاني الواردة. كما نصح بألا يقدم الكتاب إلا لعالم أو متدين أو أديب. كذلك طلب ممن يريد نسخ الكتاب أن ينسخه بخط جيد وأن يضع عليه اسم المؤلف كما طلب الدعاء له بالرحمة والرضوان.

وفي الخطبة صنع مدخلا للمقامات وجعلها أساسها هو نصيحة نفسه وذلك عندما أصابه مرض في شهر رجب سنة 512 هـ فأخذ عهدا علي نفسه إن شفاه الله من المرض، أن يسلك مسلك الجد وأن يبتعد عن السلاطين والأمراء ويقلع عن مدحهم والتماس العطايا منهم، وفي آخر الخطبة أخذ العهد علي نفسه أن يتعلم علوم القرآن والحديث والعلوم الشرعية.
أما المقامات فقد نوع موضوعاتها بين الحكمة والوصايا والأدب والتاريخ
إلى غير ذلك من الكتب القيمة.. وأشهر كتبه على الإطلاق هما: تفسير الكشاف، وأساس البلاغة.

## تفسيره
اسمه الكامل: الكشاف عن حقائق غوامض التنزيل وعيون الأقاويل في وجوه التأويل. وعادة ما يقرن تفسير الكشاف بكتابين هما:
1. (الانتصاف فيما تضمنه الكشاف من الاعتزال) لابن المنير الإسكندري، وهو رد علمي على بعض المسائل الخلافية التي تعدى فيها الزمخشري على أهل السنة.
2. كتاب (الكافِ الشافِ في تخريج أحاديث الكشافِ) لجمال الدين الزيلعي ، وهو تخريج لما ورد في الكشاف من أحاديث وآثار.

## من شعره
من شعره ما رواه السمعاني، قال: أنشدنا إسماعيل بن عبد الله، أنشدني الزمخشري لنفسه يرثي أستاذه أبا مُضر النحوي:
و قال أيضاً: أنبأني عدة عن أبي المظفر بن السمعاني، أنشدنا أحمد بن محمود القاضي بسمرقند، أنشدنا أستاذي محمود بن عمر: